# Brachycaudus prunicola
Brachycaudus prunicola är en insektsart som först beskrevs av Johann Heinrich Kaltenbach 1843.  Brachycaudus prunicola ingår i släktet Brachycaudus och familjen långrörsbladlöss. Arten är reproducerande i Sverige. Inga underarter finns listade i Catalogue of Life.